# Beauvois
Beauvois település Franciaországban, Pas-de-Calais megyében. Lakosainak száma 133 fő (2022. január 1.). Beauvois Pierremont, Humières, Œuf-en-Ternois, Siracourt és Croix-en-Ternois községekkel határos.

## Népesség
A település népességének változása:
| Lakosok száma | 145  | 145  | 142  | 140  | 138  | 136  | 133  | 133  |
|               | 2013 | 2015 | 2017 | 2018 | 2019 | 2020 | 2021 | 2022 |